# Königstor (Minden)
Königstor ist ein Stadtteil von Minden, Nordrhein-Westfalen.

## Lage
Er erstreckt sich zwischen dem Fluss Bastau, der Altstadt und den eingemeindeten Stadtteilen Hahlen, Bärenkämpen und Rodenbeck. Königstor hat 8.929 Einwohner (Stand: 31. Dezember 2008).

## Geschichte
Königstor hat seinen Namen von einem Tor der früheren Festung Minden. Hinter diesem entwickelte sich die Ansiedlung entlang der heutigen Königstraße, dem Geschäftszentrum des Stadtteiles.

## Ortsbild
Königstor wird heute von Mehrfamilienhäusern und einem vielfältigen eigenständigen Vereins- und Geschäftsleben geprägt. Durch Königstor verläuft die Museumseisenbahn Minden. Auf dem Gebiet des Stadtteils befindet sich als „grüne Lunge“ der Goethepark.